# Pedinopistha longula
Pedinopistha longula är en spindelart som först beskrevs av Simon 1900.  Pedinopistha longula ingår i släktet Pedinopistha och familjen snabblöparspindlar. Inga underarter finns listade i Catalogue of Life.